# North Sydney
North Sydney è un sobborgo della città di Sydney in Australia. Situato a nord del CBD di Sydney, a cui è collegato tramite il Sydney Harbour Bridge, è un importante polo commerciale ed economico, ospitando la sede di diverse aziende e multinazionali.

## Geografia fisica
North Sydney si estende su una superficie di 1,4 km2.

## Monumenti e luoghi d'interesse
Nel sobborgo sorgono diversi moderni grattacieli, tra cui l'88 Walker Street e il 1 Denison Street.